# مارداني 3
مارداني 3 (بالإنجليزية: Mardaani 3)‏ هو فيلم أكشن هندي من بطولة راني موخرجي وإخراج أبهيراج ميناوالا.
سيشهد الفيلم تمكين أديتيا شوبرا لموهبتين من فريق الإخراج والكتابة للتعاون بشكل إبداعي والمضي قدمًا في إرث الامتياز. كتب السيناريو أيوش جوبتا من فيلم ذا رايلواي مان الشهير وسيتولى إخراج المشروع أبيراج ميناوالا، الذي ساعد في أفلام مثل باند باجا بارات وغانداي وسلطان وجاب تاك هاي جان وتايغر 3 على سبيل المثال لا الحصر. يشغل أبيراج حاليًا منصب المدير المساعد لفيلم الحرب 2 وهو الآن موضع ثقة من قبل الشركة لتولي زمام الأمور في سلسلة أفلام مارداني الرائج.

## روابط خارجية
- مارداني 3 على موقع IMDb (الإنجليزية)
- مارداني 3 على موقع ألو سيني (الفرنسية)